# 沙美岛

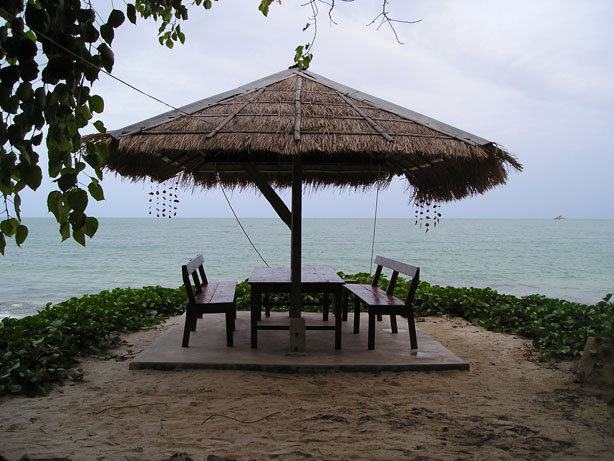
沙美島

沙美島（英語：Koh Samet），是位于泰國灣上的一個小島，靠近曼谷東南面大约220公里，行政屬於泰國羅勇府。

## 历史
泰国政府直到1981年才限制游客在该岛过夜(尽管曼谷人几十年前就知道沙美岛的美丽)。同年10月1日，泰国林业部宣布沙美岛及其周边地区为国家公园。

## 旅遊
由泰國本土碼頭搭船到沙美島约40分钟左右，島上有一個收費性质的國家自然公園，島上東岸多個自然沙灘，而西岸则以日落出名。
12°34′4″N 101°27′17″E / 12.56778°N 101.45472°E